# Nick Augusto
Nick Augusto (né le 4 août 1986) était le batteur du groupe heavy metal américain Trivium. Il remplace Travis Smith le 4 février 2010 et quitte le groupe en 2014.
Depuis son arrivée chez Trivium, Augusto participe à l'enregistrement de 18 morceaux dont : Shattering the Skies Above — qui fut enregistré dans l'album God of War: Blood & Metal — à une reprise du morceau Slave New World de Sepultura, et au nouvel album du groupe intitulé In Waves en 2011. Avant de rejoindre Trivium, Augusto était batteur du groupe grindcore Maruta, et également membre du groupe Metal Militia, dans lequel il jouait avec le bassiste actuel de Trivium : Paolo Gregoletto.
D'après Gregoletto, Nick s'était lié d'amitié avec le groupe depuis un certain temps : il explique « La première fois que j'ai répété, c'était à la maison de Nick. » D'après le magazine Metal Hammer et Paolo Gregoletto de Trivium, il est surnommé sur scène Daddy Magnum. Nick utilise des batteries Pearl mais également des batteries DW. Il se sert principalement de baguettes Pro-Mark (Millennium II American Hickory 5B avec embouts en nylon).

## Discographie
- Implosive Disgorgence – Chapters EP
- Infernaeon – A Symphony of Suffering
- Maruta – In Narcosis
- Ends Of The Earth – Rebirth EP

Avec Trivium :
- Shattering the Skies Above (de l'album God of War: Blood & Metal) (2010)
- Slave New World (reprise de Sepultura) (2010)
- In Waves (2011)
- Vengeance Falls (2013)